# Самуэль, Азатуи
Азатуи Самуэль (арм. Ազատուհի Սամուէլ, араб. آزادوهي صاموئيل‎, англ. Azaduhi Samuel; 25 июня 1942, Багдад, Ирак — 24 февраля 2023, Ереван, Армения) — иракская актриса армянского происхождения. Одна из пионеров иракского театра с 1954 года. Считается одной из самых плодовитых иракских актрис, участвовавшей в важных пьесах в истории иракского театра. Является первой иракской женщиной, вышедшей на сцену иракского театра, а также первой выпускницей Института изящных искусств в Багдаде в 1962 году.  
Скончалась в возрасте 81 года в одном из домов престарелых в Ереване.